# Horsez
Horsez es un videojuego lanzado por Ubisoft el 26 de octubre de 2006, para Nintendo DS, PlayStation 2, Windows y Game Boy Advance. Este videojuego es la secuela de Champion Dreams: First to Ride y además pertenece a la franquicia Petz. El jugador maneja al personaje de Flora (el nombre por defecto), un nuevo miembro de la Academia Sycamore. Los jugadores escogen un caballo de una raza entre cinco opciones y su color. El jugador deberá entrenar a su caballo en diferentes disciplinas, entrar a concursos, realizar los cuidados y mantenimiento del caballo y tras unas semanas obtendrá un potro para criar.
Algunas entregas de Horsez se vendieron bajo el nombre de Pippa Funnell para plataformas como la PlayStation 2 o la Wii.

## Jugabilidad
El jugador deberá establecer su rutina semanal para poder avanzar. También deberá obtener una puntuación sobre 10 para cada una de las disciplinas disponibles, y deberá entrenar cada  una de ellas por lo menos dos veces por semana. Las disciplinas son Cuidado del caballo, Campo a través, Doma, Salto de obstáculos, y más tarde el cuidado y aprendizaje de los potros. El jugador deberá además aumentar su reputación social, la cual se consigue hablando con otros jinetes en la Academia, realizando buenas actuaciones en las diferentes disciplinas, sacando y compartiendo fotos en la Academia y comprando artículos de las tiendas. Además de entrenar y cuidar a sus caballos y potros, el jugador podrá hablar con otros jinetes, ir de compras, cambiar su vestimenta y equipación en el dormitorio, estudiar en la biblioteca o salir de paseo con el caballo. Hay un total de diez figuritas coleccionables escondidas en el juego. 
A lo largo del juego, el jugador contará numerosas veces con un control libre del personaje o del caballo. Dispone de numerosas cinemáticas, eventos durante los cuales el jugador deberá buscar cosas y resolver acertijos. El conjunto de estos eventos y las diferentes disciplinas, hacen que este juego disponga de una jugabilidad muy variada.

## Primeros pasos
Primero, el jugador deberá escoger un nombre para el personaje que usará y también un caballo. Podrá elegir uno de entre 5 razas diferentes: Purasangre Árabe, Purasangre Inglés, Connemara, Appaloosa y Saddlebred. Cada raza dispone de una gama de colores incluyendo diferentes tonalidades de marrón, bayo y gris. Después de seleccionar el caballo y asignarle un nombre, el juego comenzará con una cinemática.

## Personajes
Los personajes principales son Flora (el jugador) y su caballo. Hay otros personajes, como el personal de la academia, algunos jinetes y el rival del jugador, Daniela. El director de Daniela se llama Esteban.
En la Academia, el jugador podrá hablar con sus amigos y aprender sobre sus historias personales.

## Disciplinas
- Cuidado del caballo: El cuidado del caballo incluye lavarlo con una manguera, acicalarlo y limpiar sus cascos y su establo. Lo más recomendable es realizarlo por lo menos 3 veces a la semana.
- Campo a través: Galopar con el caballo por el campo.
- Doma clásica: El jugador presiona las flechas izquierda y derecha en los momentos adecuados para que el caballo realice los pasos correctos. Se utilizan también las otras teclas para controlar la dirección del caballo. Los distintos pasos deberán aprenderse estudiando en la biblioteca antes de poder realizarlos con el caballo.
- Salto de obstáculos: Una disciplina bastante difícil de dominar. Consiste en realizar un recorrido determinado durante el cual el jugador deberá guiar correctamente al caballo para que realice los distintos saltos.
- Cuidado del potro: Una vez el jugador obtiene un potro, deberá cuidarlo. Durante su cuidado, el potro realizará tres acciones diferentes y el jugador deberá adivinar qué necesita en cada momento. Las acciones del potro se pueden analizar y estudiar en los libros de la biblioteca.
- Aprendizaje: Consiste en enseñarle al potro los distintos andares de la Doma clásica.

## Horsez 2
La secuela de Horsez fue desarrollada con una trama similar: el personaje principal esta vez era una joven chica llamada Emma. Ella es enviada a Francia para estudiar veterinaria. Una avería en el taxi en el que viajaba provoca que deba quedarse en un pequeño y tranquilo pueblo. Allí conoce a Oliver, el sobrino de Marie, la dueña desaparecida de una yeguada. Cuando Oliver descubre que Emma tiene conocimientos de veterinaria, él le ofrece refugio si a cambio ella ayuda a que una yegua dé a luz. Emma acepta. Después de conocer a Flora (protagonista de Horsez), Michael (formalmente llamado Miguel en Horsez) y a Carol, a Emma le encargarán algunas tareas u objetivos. El potro nace sano y, después del parto, al jugador se le da la opción de quedarse en la yeguada o marcharse retomando el viaje inicial del juego. Independientemente de la opción que seleccione el jugador, el juego continuará de igual forma. 
Al final, los personajes recuperarán la granja, aunque los distintos finales dependerán de las opciones que tome el jugador a lo largo de la historia. En uno de ellos, Emma descubre que la dueña, Marie, sigue viva y sana, establecida en Nueva Zelanda. En este final, ella le deja la granja a Flora, y promete visitarla pronto. Otro posible final presenta a Emma consiguiendo dos billetes para realizar un viaje a Estados Unidos con Oliver para enseñarle su país natal, compartiendo ambos un beso final en una playa.